# Веслинг
Веслинг (нем. Weßling) — община в Германии, в земле Бавария. 
Подчиняется административному округу Верхняя Бавария. Входит в состав района Штарнберг.  Население составляет 5160 человек (на 31 декабря 2010 года). Занимает площадь 22,60 км².